# Nemici di Sailor Moon
Questa pagina contiene una lista completa delle coalizioni nemiche del manga/anime Sailor Moon. 

## Sailor Moon

### Dark Kingdom
Durante il periodo di maggior splendore del Regno della Luna, denominato "Silver Millennium", sulla Terra giunse un essere malvagio, nel manga in seguito si scoprirà che proviene da Chaos nemico ultimo di Eternal SailorMoon, Queen Metaria.
Assoggettata al malefico potere di Metaria era Beryl, una malvagia strega terrestre invidiosa della longevità di cui godevano gli abitanti della Luna e della Princess Serenity che le aveva portato via il suo amore, Prince Endymion. Beryl divenuta regina del suo esercito di rivoluzionari attaccherà la Luna al fine di impadronirsi della pietra che permetteva la loro longevità, il Cristallo d'argento, ma dopo la distruzione di Silver Millennium verrà sigillata da Queen Serenity che perisce dopo aver utilizzato tutta l'energia del Cristallo d'Argento per scacciare i nemici dal suo territorio. Con l'intento di risvegliare Metaria, caduta in un sonno profondo dopo la cacciata dal Regno della Luna, Beryl inaugura il Regno delle Tenebre e incarica di raccogliere l'energia degli esseri umani a coloro i quali un tempo erano fedeli servitori del Principe Endymion: il primo ad andare in missione è Jadeite, il quale opera ordendo trappole per gli esseri umani con l'ausilio di temibili mostri, ma viene punito a causa dei suoi continui fallimenti e sostituito da Nephrite, il quale si serve delle sue conoscenze astrologiche per individuare un'unica vittima nel momento in cui la sua energia è all'apice, mentre il suo rivale, Zoisite, è incaricato di rintracciare il Cristallo d'Argento; Nephrite, con l'ausilio del Cristallo Nero da lui creato per localizzare il Cristallo d'Argento, tenta di estromettere Zoisite dal suo incarico, ma quest'ultimo, per impadronirsi di quella pietra, gli tende un'imboscata. 
Nel frattempo, l'accumulo di energia riesce parzialmente a risvegliare la Queen Metaria, che spiega a Beryl che il Cristallo d'Argento era stato diviso in 7 frammenti racchiusi nei corpi di altrettanti esseri viventi, reincarnazione dei 7 Daiyōma, sette guerrieri tra i più potenti che avevano partecipato alla guerra contro la famiglia lunare; Zoisite, preso il comando, si serve del Cristallo nero sottratto a Nephrite per rintracciare i frammenti e, una volta terminata la missione, gli viene inflitta la punizione massima per aver cercato di eliminare Tuxedo Kamen anziché catturarlo vivo, disobbedendo agli ordini impartitegli. Dopo il risveglio di Princess Serenity il Cristallo d'argento si ricompone, la Regina Beryl assegna l'incarico di rintracciarlo a Kunzite, che entra in competizione con Endymion, che non è altri che Tuxedo Kamen passato alla parte del male dopo che Queen Metaria infonde in lui parte della sua energia oscura: Kunzite perisce dopo aver tentato di imprigionare le guerriere sailor in un labirinto del tempo, durante la quale finiscono sulla Luna e rammentano la loro vita precedente, mentre Endymion viene colpito da Beryl per proteggere Sailor Moon. Durante il combattimento finale, Metalia conferisce tutta la sua energia oscura a Queen Beryl, ma essa si rivela inutile contro quella del Cristallo d'argento di Sailor Moon unito al potere delle Guardian Senshi anche se presenti con il solo spirito, che determina la completa distruzione del Regno delle Tenebre. Nel manga la storia è diversa in molti particolari.

#### Dark Agency
Si tratta di un sottogruppo del Regno delle Tenebre che appare nel manga prequel Sailor V, diretta dal sottoposto degli Shitennō Danburite che raccoglie energia umana attraverso degli idol che in realtà altri non sono che esseri creati da loro, in alcuni casi non vengono utilizzati idol ma interi negozi da loro creati e gestiti.
Da notare che i nemici affrontati da Sailor V nei singoli capitoli non prendano mai sembianze veramente mostruose o simili a quelle dei mostri affrontati dalle guerriere Sailor nel cartone animato, sebbene il loro modo di agire sia molto simile a quello di alcuni yōma visti nella prima serie.

## Sailor Moon R

### Black Moon
Durante il XXX secolo, a seguito di una terribile glaciazione terminata con l'avvento al trono della Neo-Regina Serenity e la proclamazione di Crystal Tokyo a capitale del mondo, alcuni potenti terrestri invidiosi si rifugiano sul decimo pianeta, Nemesis o Luna Nera, acquisendo un potere straordinario ed inviando contingenti per la conquista della capitale. Quando scoprono che la Piccola Lady è stata spedita nel XX secolo per chiedere aiuto, alcuni esponenti della Famiglia della Luna Nera la raggiungono per catturarla. 
Si tratta di Rubeus, che, con l'ausilio di un fantasma chiaroveggente, il Saggio, assegna a quattro affascinanti combattenti, le Sorelle Ayakashi, il compito di catturare il "coniglio" e di distruggere le cinque punte di cristallo su cui sarebbe sorta la futura Crystal Tokyo. Rubeus, dall'alto della sua astronave, riesce da solo a catturare Chibiusa e le guerriere, ma perisce dopo aver tentato di far esplodere l'U.F.O. con tutte le combattenti a bordo. Dopo la sua scomparsa, Esmeraude viene incaricata dal Principe Diamond, sovrano di Nemesis e detentore di quello che viene definito "Cristallo Corvino", di individuare i punti della Terra che emanano energia negativa per contaminarli di potere nero; ma quando tenta di disfarsi di Sailor Moon, chiedendo un aumento di potere al Saggio, rimane vittima della sua stessa arma. Nel frattempo, Saphir, fratello di Diamond, incaricato di tenere sotto controllo la fornace del potere corvino, è l'unico a rendersi conto che il Saggio, apparentemente innocuo, si sta servendo della famiglia della Luna Nera per i suoi loschi scopi, cioè distruggere l'universo intero. 
Dopo aver catturato Chibiusa, il perfido fantasma la sottopone ad un lavaggio del cervello e la piccola acquisisce le sembianze della Lady Nera, sua nuova seguace. Saphir, nel frattempo, con il sostegno delle Sorelle Ayakashi e delle guerriere sailor, tenta di rivelare al fratello la verità su quest'ultimo e di rammentargli che il loro intento era conquistare la Terra e non annientarla, ma viene sacrificato dal Saggio e costretto a tacere; nonostante ciò, Diamond viene comunque informato da Sailor Moon riguardo agli scopi del vecchio, ma tale informazione gli risulta fatale: il Saggio, infatti, si libera del principe e dirige tutto il potere corvino nel corpo della Lady Nera, disposta ad offrirsi per spalancare le porte del "mondo tetro", per permettere, cioè, la dominazione del nulla e dell'oscurità. Ma quando Sailor Moon e Tuxedo Kamen riescono a far tornare la bambina alle sue sembianze naturali mediante la forza del loro amore, Chibiusa scopre di custodire all'interno del suo corpo il Cristallo d'argento del futuro: in questo modo, unendo la sua pietra con quella del presente, la minaccia del Saggio viene definitivamente debellata.

### Ail e An
Si tratta di nobili vagabondi dell'universo, alieni intenzionati a risucchiare l'energia umana per nutrire un'enorme pianta custodita nel loro appartamento e dalla quale traggono la loro linfa vitale. Insediatisi tra gli esseri umani con le sembianze dei fratelli Seijūrō e Natsumi, i due conducono le loro missioni materializzando, con l'ausilio di un flauto magico, le creature mostruose immortalate in un mazzo di carte dette Cardians. 
Tuttavia, insinuandosi tra la gente comune, il legame amoroso che li univa comincia ad incrinarsi: Natsumi si invaghisce di Mamoru, Seijūrō fa la corte a Usagi, e l'albero inizia a perdere le sue foglie e ad appassire rapidamente. Sennonché i due alieni si rendono conto finalmente che l'unica energia necessaria alla loro sopravvivenza è quella del loro amore e che era tale energia ad aver permesso alla pianta la sua rigogliosa esistenza. Da quel momento, Ail e An abbandonano il pianeta Terra e riprendono il loro viaggio nell'universo, custodendo un nuovo germoglio del grande albero.

### Fiore e Xenian
Quando Mamoru, in seguito alla morte dei genitori, venne ricoverato in ospedale, strinse un'amicizia con il suo compagno di stanza, un alieno di nome Fiore. Nel momento in cui i due dovettero lasciarsi, Mamoru regalò a Fiore una rosa in ricordo della loro amicizia e, per riconoscenza, l'alieno gli disse che avrebbe cercato il fiore più bello della galassia e che un giorno sarebbe tornato da lui per portarglielo. Passarono gli anni e Mamoru si era quasi dimenticato di Fiore, ma un giorno quest'ultimo ritornò sulla Terra per consegnare a Mamoru il fiore che gli aveva promesso: una Xenian. Tuttavia, Xenian si era rivelata una creatura parassita e distruttiva ed era riuscita a plagiare la mente di Fiore: egli, geloso del rapporto tra Mamoru e Usagi, rapì il suo vecchio amico e lo portò sul suo asteroide, che in quel momento si trovava in rotta di collisione con la Terra. Le guerriere Sailor intervennero per recuperare Mamoru e per salvare il pianeta, in più riuscirono a distruggere Xenian e a ricondurre Fiore allo stato infantile.
Agli ordini di Fiore c'è un esercito di mostri floreali fornitogli da Xenian, in grado di assorbire l'energia degli esseri umani. Una volta assorbita essi si trasformano in mostri umanoidi vegetali d'aspetto femminile (Flower Yōma). Ne esistono di tre tipi: Glycinia (che opera singolarmente e ha zampe aracnoidi), Campanula (in grado di volare) e Dahalian (operanti in gruppo e con la parte inferiore del corpo dotata di spire). Nella specie dei Flowers Yōma rientra anche la stessa Xenian.

## Sailor Moon S

### Death Busters
Durante un esperimento presso il prestigioso Istituto Mugen, il professor Soichi Tomoe, illustre scienziato nonché fondatore del liceo, mentre stava presentando un acceleratore atomico, a causa di un'esplosione del congegno, viene privato di ciò che aveva di più caro al mondo, la figlia Hotaru. Per salvarle la vita, stringe un patto con una entità diabolica, denominata Germatoid, offrendogli la sua anima e cedendo quella della figlia nelle mani di una creatura aliena: perseguendo i suoi malefici scopi, vale a dire la ricerca del Sacro Graal, il leggendario calice lunare in grado di creare un ponte fra la Terra e il pianeta da cui proviene, la Nebulosa Tau, Germatoid auspica la distruzione del mondo e l'avvento del grande dittatore del silenzio, il Faraone 90. 
All'interno di un laboratorio sotterraneo, l'ormai folle dottore costruisce, infatti, potenti demoni che Kaolinite, la sua fedele assistente, invia alla ricerca dei tre cuori più puri al mondo contenenti tre talismani, la cui unione darebbe origine al fatidico Sacro Graal. Quando la donna sottrae il cuore di Usagi, convinta di trovarvi un talismano, viene uccisa da Sailor Uranus, per poi ricomparire misteriosamente come badante di Hotaru. La missione di Kaolinite viene, pertanto, assegnata ad alcune allieve di Tomoe, le cosiddette 5 Streghe: dopo la manifestazione del calice lunare, alcune di loro vengono eliminate da un'altra compagna, altre sconfitte dalle guerriere Sailor. 
In questo modo, Kaolinite ha la possibilità di tornare a combattere e offre a Hotaru il cuore della sua più cara amica, Chibiusa, consentendole di apparire nelle vesti della Despota 9, la creatura aliena che si era impossessata del corpo della ragazza. Sailor Uranus e Sailor Neptune liberano Tomoe dall'influenza maligna di Germatoid con l'ausilio dei loro talismani, ma la Despota 9, tramite un inganno, riesce a farsi donare da Sailor Moon il Sacro Graal, permettendo comunque la creazione del ponte con la Nebulosa Tau e l'arrivo sulla Terra del Faraone 90. Quando Sailor Saturn prevale nell'animo di Hotaru, la malvagia demone scompare definitivamente, lasciando posto alla potente guerriera della distruzione, che interviene penetrando nella massa informe del Faraone 90 e annientandolo per sempre.

### Principessa Snow Kaguya e le Ballerine di Neve
Princess Snow Kaguya (Principessa Neve di Luna nell'adattamento mediaset) è la principale antagonista dell'omake del manga L'amante della Principessa Kaguya e del film da esso tratto. Il suo nome (datogli nella storia dall'astronauta Kakeru Oozora, l'umano che l'ha avvistata) deriva dalla protagonista della famosa fiaba giapponese Taketori monogatari, mentre l'aspetto ricorda quello della Regina delle Nevi della fiaba di Andersen. Si tratta di una cometa senziente, che già in passato tentò di conquistare la Terra ricoprendola con i suoi ghiacci, e al fine di realizzare il suo scopo si serve di creature di ghiaccio da lei create chiamate Snow Dancer ("Ballerine di Neve" nell'adattamento italiano), oltre che di un cristallo (in realtà un frammento del suo nucleo) trovato da Kakeru e che assorbe tutta l'energia vitale del giovane scienziato.
Viene in seguito distrutta dal potere del Cristallo d'argento illusorio (evocando il Silver Crystal Power dalle guerriere Sailor del sistema solare nel film e solo da Super Sailor Moon nel manga).
Sia nel fumetto che nel film viene detto che Snow Kaguya aveva già provato a conquistare la Terra in passato, e che era stata respinta dal potere del Cristallo d'Argento, tuttavia il manga aggiunge che in passato la cometa era parte del sistema Solare primitivo di cui si riteneva la legittima sovrana. Nella versione animata non si fa riferimento a ciò, e Snow Kaguya vuole solo congelare la Terra per unirla alla sua collezione.

## Sailor Moon SuperS

### Dead Moon Circus
In passato, una sovrana saggia e giusta di nome Nehellenia vide un giorno riflessa nel suo specchio magico l'orribile immagine del suo futuro, covando nell'inconscio il terrore di invecchiare e un forte sentimento di invidia nei confronti della longevità degli abitanti del Regno argentato; decise, così, di sottrarre l'energia dei sogni umani per conservare la sua magnificenza. Inoltre, si rese conto di quanto fosse prezioso a tale scopo il Cristallo d'oro, una pietra custodita dal Principe Helios, guardiano dei sogni umani; lo catturò, ma questi riuscì a scindere il proprio corpo dal proprio spirito e l'uno rimase in mano alla regina, l'altro cominciò a vagare nello spazio con l'aspetto di un unicorno alato, Pegasus. La Principessa Serenity la punì segregandola sulla Luna Spenta, vale a dire la faccia oscura dell'astro notturno, e rinchiudendola nel suo stesso specchio; tuttavia, Nehellenia proiettò la sua paura di invecchiare dall'altra parte dello specchio, creando un insetto antropomorfico di nome Zirconia. 
Quando Pegasus riesce a trovare un po' di quiete nei sogni di Chibiusa, il tendone di un circo fa la sua comparsa tra i cieli di Tokyo durante una totale eclissi di sole e al suo interno una schiera di larve in veste di acrobati e illusionisti si raccoglie attorno alla figura di Zirconia: il suo scopo è quello di rintracciare Pegasus all'interno dei sogni dei terrestri, così da mettere le mani sul cosiddetto Cristallo d'oro, capace di liberare Nehellenia dalla maledizione inflittale da Serenity e di permetterle un'eterna bellezza. Il compito è assegnato al Trio Amazzonico, esseri a metà fra il mondo umano e il mondo animale che si servono dei lemuri di Nehellenia. Quando i tre si rendono conto di essere soltanto delle pedine nelle mani dei loro superiori e di non possedere uno specchio, delle nuove soldatesse prendono il loro posto: si tratta del Quartetto Amazzonico, che Nehellenia aveva risvegliato dalle profondità dell'Amazzonia per arruolarle al servizio del suo circo, poiché si accorse del loro straordinario potere di bambine. Dopo una serie di missioni fallite, anche il Quartetto Amazzonico si ribella e si schiera a favore delle guerriere sailor, mentre Nehellenia, stufa di attendere, riesce da sola a mettere le mani sul Cristallo d'oro e a liberarsi dal suo specchio, determinando in questo modo la scomparsa di Zirconia. 
Quando le guerriere Sailor, col supporto del Quartetto, si riappropriano del cristallo, il corpo di Nehellenia riprende ad invecchiare: pertanto, la perfida regina tenta di rapire Chibiusa, che custodisce momentaneamente l'ambita pietra, e fuggire nello spazio, ma quando si convince che per garantire fascino e bellezza al suo corpo non vi è altra soluzione che restare rinchiusa nel grande specchio, vi riaccede e vi resta sino a quando Galaxia non le concede la possibilità di vendicarsi dell'odiata Sailor Moon. Ma le guerriere Sailor la spingono a superare la sua invidia e la sua solitudine permettendole di tornare fanciulla e di cominciare una nuova vita circondata da amici.

### Regina Badiane e gli elfi
Durante una notte di autunno, un gruppo di elfi giunge sulla Terra a bordo di quattro arche volanti per rapire tutti i bambini del mondo, tra cui Chibiusa, attirati al loro interno dalla melodia che questi producono con i loro flauti magici: lo scopo di questi elfi è quello di raccogliere l'energia onirica dei bambini per alimentare un buco nero collocato presso il castello di marzapane governato da Badiane, una regina proveniente da un'altra galassia. Tuttavia, uno dei suoi quattro sottoposti, Perle (Peruru in Italia), offre il suo aiuto alle guerriere sailor soprattutto per salvare Chibiusa, che aveva avuto modo di conoscere e di cui si era innamorato: ribellandosi quindi a Badiane, Perle guida le guerriere sailor verso la base di quest'ultima, ma una volta arrivati scoprono che ella non è altri che il buco nero stesso. Ma quando Chibiusa si risveglia e unisce il suo potere a quello di Sailor Moon, Badiane viene sconfitta e tutti gli altri bambini sono liberi di tornare sulla Terra.
Badiane non è un essere umano, ma un'entità nota come il "Buco Nero dei Sogni" che si alimenta dell'energia onirica degli abitanti dei pianeti. Il suo scopo è infatti quello di imprigionare gli esseri umani in bare di cristallo (Le scatole dei sogni) in modo da assorbirne l'energia, e per far ciò si giustifica dicendo che così facendo le persone sarebbero felici per sempre, vivendo in eterno all'interno dei propri sogni più belli!
Gli elfi al servizio di Bandiane sono Bananu, Buburan (fratello maggiore di Peruru) e Oranja. Li ha ingannati per fargli rapire i bambini della Terra e portarne l'energia onirica ad accrescere il Buco Nero dei Sogni (il vero corpo di Bandiane). La malvagia entità aliena aveva promesso agli elfi che così facendo i bambini non sarebbero cresciuti e sarebbero stati felici per sempre.
Per combattere usano dei flauti magici con cui incantano i bambini ed evocano illusioni. I loro strumenti gli permettono inoltre di evocare dei piccoli mostri dall'aspetto bambinesco da caramelle magiche chiamati Piccoli Bom-Bom. I flauti sono la fonte del loro potere: quando gli strumenti vengono distrutti dalle Outer Senshi i tre prendono l'aspetto di uccelli.

### Lillika Hubert
Ragazzina vampiro compagna di classe di Chibiusa. 
Appare in un episodio speciale dell'anime e nel manga in una storia del "Diario Illustrato di Chibiusa" (pubblicata nella prima edizione italiana col titolo L'avventura di Chibiusa), da cui l'episodio è tratto.
Le due versioni divergono su un punto: la vera natura di Lillika. Nel manga è un vampiro vero e proprio, come sua madre, mentre nell'anime è una normale bambina trasformata in vampiro dalla magia di Zirconia (l'avventura è infatti ambientata durante la lotta contro il Trio Amazzonico)

## Sailor Moon Sailor Stars

### Chaos
Chaos, nella mitologia è l'entità primordiale creatrice, il principio dell'intero universo, ma anche il luogo dove luce e tenebra sono costretti ad affrontarsi. Attinta dalla tradizione cosmogonica della Grecia antica, prima fra tutte quella descritta nella Teogonia di Esiodo (Ascra, Beozia, VII-VI secolo a.C.), la tematica secondo cui questa entità sia il mandante di tutti i nemici affrontati dalle guerriere viene rivelata, tuttavia, solo con l'avvento finale di Sailor Galaxia e con la rivelazione del terribile scopo di Chaos: essere il supremo dittatore dello spazio, riportare l'universo alle origini e sterminare ogni forma di vita.
Tuttavia, il fatto che ciascuna coalizione siano figli di Chaos alla base è reso esplicito solo nella versione a fumetto, dove viene anche specificato che all'interno del Galaxy Cauldron, luogo di nascita e morte delle stelle, Chaos stava per rinascere come stella (non solo come stella fisica ma anche come Sailor Senshi) prima che Sailor Moon la fermasse, difatti nel futuro descritto da Sailor Cosmos è Sailor Caos a portare morte e distruzione, ma di questo personaggio viene data solo un'immagine approssimativa a differenza dell'anime in cui Sailor Caos combatte contro Usagi nell'ultimo episodio della quinta serie.

### Galaxia e le Veneranti
A migliaia di anni luce dalla Terra esistevano miriadi di galassie popolate da esseri pacifici, finché un giorno una leggendaria guerriera, Sailor Galaxia, decise di conquistarle tutte, riducendo in schiavitù intere popolazioni e auspicando ad impossessarsi dei cosiddetti Semi di stella, cioè i cristalli contenuti nel corpo di tutti quegli esseri viventi che all'origine del creato erano delle stelle, per esempio tutte le guerriere Sailor, non solo quelle del sistema solare, ma anche quelle appartenenti ad altre galassie, che altro non sono che stelle rigenerate. Con l'ausilio di questi Semi di stella, Galaxia intende risvegliare Chaos, l'entità malvagia che la possiede: anticamente, infatti, ella lottò dalla parte del bene contro questa entità, ma, non riuscendo a sconfiggerla del tutto, decise di sacrificarsi rinchiudendolo nel proprio corpo, in modo da scongiurare l'imminente catastrofe; e prima che Chaos si fosse impossessato definitivamente di Sailor Galaxia, questa nobile paladina abbandonò il suo cristallo nella Via Lattea, con la speranza che un giorno esso avrebbe incontrato qualcuno capace di contrastare Chaos che ora è in lei. 
Quando la ormai perfida Galaxia, dopo aver cominciato a collezionare Semi di stella su tutti quei pianeti ove vi fosse un nucleo di esseri umani, raggiunge il sistema solare, si insedia sulla Terra, sottraendo subito il cristallo di colui che la governa, cioè quello di Mamoru. E per perseguire i suoi diabolici scopi arruola le quattro Veneranti, vale a dire quattro guerriere Sailor piegate al suo servizio durante le sue conquiste, private dei loro semi e dotate ciascuna di due braccialetti, da cui attingono i poteri e con cui trasformano le loro vittime in automi. Nel frattempo, il seme di stella di Sailor Galaxia approda sul nostro pianeta e, a contatto con l'atmosfera terrestre, prende le sembianze di una piccola fanciulla di nome Chibi Chibi. 
Dopo la morte di tutt'e quattro le Veneranti, le guerriere Sailor raggiungono il quartier generale del nemico, ubicato nel fantomatico edificio della rete televisiva Ginga Tv, ma i cristalli delle Sailor del sistema solare interno vengono rapidamente sottratti da Sailor Galaxia. In seguito offre a Sailor Neptune e Sailor Uranus la possibilità di continuare a vivere come sue schiave. Quest’ultime, dimostrandole la loro piena fedeltà, sottraggono i semi di Sailor Saturn e di Sailor Pluto: in realtà, il vero scopo delle due guerriere era quello di sferrare a tradimento il colpo di grazia a Galaxia, ma sembra tutto inutile. 
Ella appare invincibile, ma improvvisamente, un fascio luminoso, quell'unico barlume di bontà, quella piccola parte dell'animo non ancora offuscata da Chaos, cioè Chibi Chibi, invita Sailor Moon a sconfiggere la sua rivale per ristabilire la pace nell'universo, poiché è in lei che essa intravede la guerriera che lo salverà. Quando Galaxia, approfittando della debolezza di Sailor Moon, le sottrae il suo cristallo, la luce intensissima sprigionata da quest'ultimo riesce ad avere il sopravvento su Chaos, restituendole l'antica purezza e liberando i cristalli di cui si era impadronita: appare, così, una giovane ragazza, la prode e coraggiosa Sailor Galaxia, con il suo antico e rigoglioso aspetto: giustizia e pace trionfano ancora.

## SeraMyu
Nei musical sono stati introdotti nuovi nemici che non appartengono a nessuno dei gruppi sopracitati: i vampiri, gli alieni del pianeta Dark Sirius e gli abitanti della cometa Coalt.
Esistono poi affiliati dei cinque gruppi principali (Dark Kigndom, Black moon, Death Busters, Dead Moon e Shadow Galactica) che non compaiono nelle versioni animate e a fumetto della storia. 

### Vampiri
Sono i nemici delle guerriere Sailor nei quattro musical della saga Vampire Arc. Non tutti sono veri e propri vampiri, poiché questo gruppo comprende anche degli Homunculus e Le Fay, la sposa umana di Dracula. 
- Dark Cain: è il nemico principale della saga. È la reincarnazione del Caino biblico, che dopo l'uccisione del fratello Abele ha creato i non-morti e li incoraggia a lottare contro gli esseri umani.
- Lilith delle Tenebre: è la principale alleata di Dark Cain.
- Conte Dracula: è la reincarnazione di Abele, fratello di Dark Cain. ha una moglie umana (Le Fay) ed una figlia mezza vampira e mezza umana: Bloody Dracul Vampir
- Le Fay: è la sposa umana, defunta di Dracula. Dopo essere morta si reincarnerà in uno dei tre Death Nightmares, nemici minori che appariranno nella versione rivisitata dell'ultimo musical. Il suo nome deriva, probabilmente, da quello della Fata Morgana (conosciuta anche come Morgana le Fay)
- Bloody Dracul Vampir: figlia di Dracula e Le Fay, si schiera contro le Sailor dalla parte di Lilith e Cain per ottenere il Cristall o d'argento nella speranza di riportare in vita sua madre
- Barone Gilles de Rais: vampiro alleato di Vampire Bloody Dracul, è ispirato ad un personaggio storico.
- Elizabeth Bathory: vampiro femmina, ispirato alla vera Erzsébet Báthory
- Undead Berserk: alchimista alleato di Dracula, creerà i quattro Death Mannetjes, homunculi maestri nell'arte del travestimento e della metamorfosi, che lui considerà però esperimenti falliti perché creati con cuori impuri. È vestito come il Professor Tomoe.
- De Brinvilliers: Vampiro femmina alleato della figlia di Dracula. Si nasconde sotto le spoglie di un'insegnante della scuola di Usagi.
- Death Mannetjes Homuncoli creati dal Undead Bresker. i loro nomi sono Death Pa (il più effeminato, perché creato con il cuore del proprietario di un gay bar), Death Pi (femmina, creata con il cuore di una motociclista), Death Pe (il suo cuore viene da un parco dei divertimenti) e Death Pu (creato con il cuore di un attore, è il più melodrammatico dei quattro).
- Death Nightmare sono un gruppo di nemici minori, tra loro vi è anche la moglie di Dracula, Le Fay. i loro nomi sono Roi Malkuth, Olam Tiphareth (che sarebbe Le Fay) ed Elyon Yesod.

### Dark Sirius
Sono i nemici del musical Ai no Sanctuary, arrivano sulla Terra per prendere possesso del Cristallo d'Argento, che pensano essere la loro pietra sacra perduta. Arrivano da Dark Sirius, terzo pianeta della costellazione d'Orione, e sulla Terra prendono l'aspetto di lottatori di Wrestilng.
- Dark Nibiru: maschio, leader della missione si finge il wrestler Black Sirius Scorpion .
- Dark Sumer: femmina, sulla Terra finge di essere il manager di Dark Nibiru
- Dark Maya: femmina, si nasconde sotto le spoglie della presentatrice di Wrestling.
- Dark Rachel
- Dark Shem
- Dark Harm
- Dark Shard
- Dark Japhet
- Dark Monolith
- Dark Dogon, alias Sensational Jaguar Mask, a differenza degli altri membri è un terrestre a cui Nibiru ha fatto il lavaggio del cervello. Tornato in sé aiuterà le guerriere Sailor a sconfiggere gli alieni.

### Coalt
Si tratta di esseri che sono la personificazione di Coalt, una cometa senziente che cercò di diventare una stella più splendente del sole, di cui era gelosa distruggendo però la Terra. La principessa della Luna la fermò, ma Coalt tornò 5000 anni dopo, venendo fermata dalla Sailor senshi. Appaiono nel Musical Kaguya Island.
- Dark Plasman: maschio, leader di Coalt
- Dark Menorah: femmina, braccio destro di Dark Plasman
- Dark Mirror: femmina, aiutante di Dark Plasman
- Leah Ruby, Bilhah Emerald e Zilpah Sapphire: femmine, sottoposte di Dark Plasman

## Videogiochi
Gli unici nuovi nemici di Sailor Moon nei videogame compaiono nel gioco Sailor Moon Another Story, l'unico creato come gioco di ruolo 

### Hell Destiny
Provenienti dal XXX secolo sono un gruppo di cittadini scontenti della sovranità di Crystal Tokyo. Capeggiati dalla sciamana Apsu, il loro obbiettivo è modificare il passato così da creare un nuovo futuro.
- Apsu, leader delle Oppositio Senshi. Si tratta di una donna che viene dal futuro e mira ad ottenere il Cristallo d'Argento al fine di guarire da una misteriosa malattia. Ha l'abilità di evocare i vecchi nemici delle Guerriere Sailor (tra cui Black Lady e Mistress 9). Si fonderà con Sin, dando vita alla Divinità della Distruzione.

- Divinità della Distruzione: frutto dell'unione fra Sin e Apsu. Boss finale del gioco
- Oppositio Senshi, reclutate da Aspu possiedono gli stessi poteri del Sailor Team e ne sono le controparti:
  - Sin, controparte di Sailor Moon
  - Nabu, controparte di Sailor Mercury
  - Nergal, controparte di Sailor Mars
  - Marduk, controparte di Sailor Jupiter
  - Ishtar, controparte di Sailor Venus
- Anshar, fratello minore di Sin, diventa amico di Chibiusa
- Kishar, cane di Anshar e Sin